# Matisa
Matisa est une entreprise suisse de construction de matériel de maintenance ferroviaire.

## Histoire
Constantin Sfezzo et August Ritz ont fondé l'entreprise en 1945.
Matisa est le premier constructeur mondial de machines pour la maintenance des voies ferrées[réf. nécessaire].